# Johan Carl Wilcke
Johan Carl Wilcke (Wismar, 6 de setembro de 1732 – Estocolmo, 18 de abril de 1796) foi um físico teuto-sueco.

## Vida
Filho mais velho do pastor Samuel Wilcke (1704–1773) e da filha de comerciante Anna Scheele (nascida em 1700). Sua cidade natal Wismar era então um feudo da coroa sueca. Em 1739 seu pai foi como pastor da Igreja Alemã de Estocolmo, onde Johan Carl Wilcke frequentou a escola alemã. Os planos pai eram que ele também se tornasse pastor. Enquanto estudava na Universidade de Rostock conheceu Franz Aepinus, filho de um amigo de seu pai, tendo este estimulado o interesse de Wilcke por ciências naturais, especialmente a física. Quando Aepinus foi como astrônomo para Berlim em 1755, levou Wilcke junto. Ambos pesquisaram então eletricidade e magnetismo, tendo sido alunos de Leonhard Euler. Um trabalho de Wilcke nesta época é a tradução Briefe(n) von der Elektrizität, obra de Benjamin Franklin. Quando Aepinus foi para São Petersburgo em 1757, Wilcke mudou-se para Estocolmo como docente, onde foi professor em 1770. Seu salário era muito baixo. Por causa disto casou somente em 1777. Sua situação financeira melhorou após ele tornar-se secretário da Academia Real das Ciências da Suécia. Em 1774 foi eleito membro da Sociedade Real de Ciências de Upsália, em 1775 membro da Sociedade Fisiográfica Real de Lund e em 1784 membro estrangeiro da Academia de Ciências de Göttingen.